# Provincia de Uruzgán
Uruzgán (del persa: ؤروزگان Urūzgān) es una de las treinta y cuatro provincias de Afganistán. 

## Geografía
Situada en el centro del país, aunque considerada de la zona sur debido a que se encuentra culturalmente y étnicamente ligada a Kandahar. Su capital es Tarin Kowt. Su territorio ocupa una superficie de 22.696 km², un área similar a la de la Comunidad Valenciana.
Es de destacar, aparte de la capital, la localidad de Dehjawz-e Hasenzay, a 10 km al norte.

## Distritos
- Chora
- Dihrawud
- Gizab
- Khas Uruzgan
- Nesh
- Shahidi Hassas
- Tirin Kot

- Datos: Q183028
- Multimedia: Uruzgan Province / Q183028